# Thibaut (roi des Francs)
Pour les articles homonymes, voir Thibaut.
Thibaut , né vers 535 et mort en 555, est un roi des Francs, fils de Thibert Ier, petit-fils de Thierry Ier et arrière-petit-fils de Clovis Ier.

## Biographie
Thibaut ou (Theudebaldus en latin) theut (peuple) et bald (audace, hardi) « hardi dans le peuple » en vieux-francique est le fils de Thibert Ier et de Deoteria. Il devient roi en 548, alors qu'il est encore mineur, à la mort de son père. Un gouverneur assure la direction du royaume. Les Alamans, qui étaient soumis au royaume depuis le règne de son père, lui restent fidèles.
Il épouse vers 552[réf. nécessaire] Vuldetrade princesse lombarde, fille du roi Lombard Waccho et sœur de la reine Wisigarde, seconde épouse de Thibert Ier.
À la mort de Saint Gall, évêque de Clermont, les évêques demandent au prêtre Caton de le remplacer mais celui-ci refuse. Il est tout de même élu par les clercs mais se querelle avec l'archidiacre Cautin. Celui-ci, pour se venger, prévient Thibaut de la mort de Saint-Gall qui le fait ordonner évêque de Clermont à la place de Caton.
Une ambassade d'Ostrogoths demande le soutien des Francs contre les Romains mais Thibaut leur refuse son soutien. Cependant, Leutaris et Buccelin, Alamans d'origine, qui avaient été nommés commandants des armées par Thibert Ier, acceptent de combattre aux côtés des Ostrogoths. Ils lèvent alors une armée composée de soixante quinze mille hommes d'origine franque et alémanique. Les Francs s'emparent de Parme et Buccelin repousse les Romains commandés par le général des Hérules Fulcaris. Ils se voient ensuite accorder l'accès à toutes les villes occupées par les Ostrogoths. Ils pillent ensuite tout le pays mais en épargnant les églises, respect que les Alamans, de religion païenne, ne partagent pas. Ainsi, ceux-ci violent systématiquement les lieux sacrés. Leutaris décide finalement de retourner en Gaule, laissant son frère Buccelin, qui a prêté serment aux Ostrogoths, combattre les Romains.
Par la suite, Buccelin annexe le Royaume ostrogoth au Royaume des Francs[réf. nécessaire] mais il est tué par Narsès. Celui-ci rattache alors l'Italie à l'Empire byzantin.
Souffrant d'un handicap physique, voire de dégénérescence, Thibaut voit son état s'aggraver jusqu'à devenir complètement impotent. Il finit par mourir en 555 avant l'âge de 20 ans.
Thibaut étant mort sans laisser de descendance, son grand-oncle Clotaire Ier accapare son royaume et épouse sa veuve. Puis, réprimandé par les évêques, il la quitte et la donne à Garivald, duc de Bavière.

Le royaume des Francs en 548.